# Murallas de Génova
El trazado de las Murallas de Génova, a través de sus diversos recorridos por esta ciudad italiana, permiten reconstruir la historia de Génova y de reconocer sus períodos de dinamismo y expansión, en las diversas situaciones en que se encontró la comunidad genovesa y que debió afrontar y resolver. En su larga historia la ciudad capital de la Liguria se dotó de siete muros, a través de los cuales controló la ciudad en diversas épocas, incluyendo sus fortificaciones.
Con frecuencia la construcción de la muralla defensiva se aprovecha, por razones prácticas o logísticas, de estructuras precedentes, como los acueductos.
El nacimiento de la ciudad de Génova se estima ocurrió entre los siglos VII y V antes de Cristo. En esta época existía un pequeño centro fortificado en la cima de una colina, llamada hoy del Castillo, en cuyo nombre puede referirse al Castellum (castellaro) ligure, que sirvió de refugio a la población circundante.

## El oppidum prerromano y la época romana

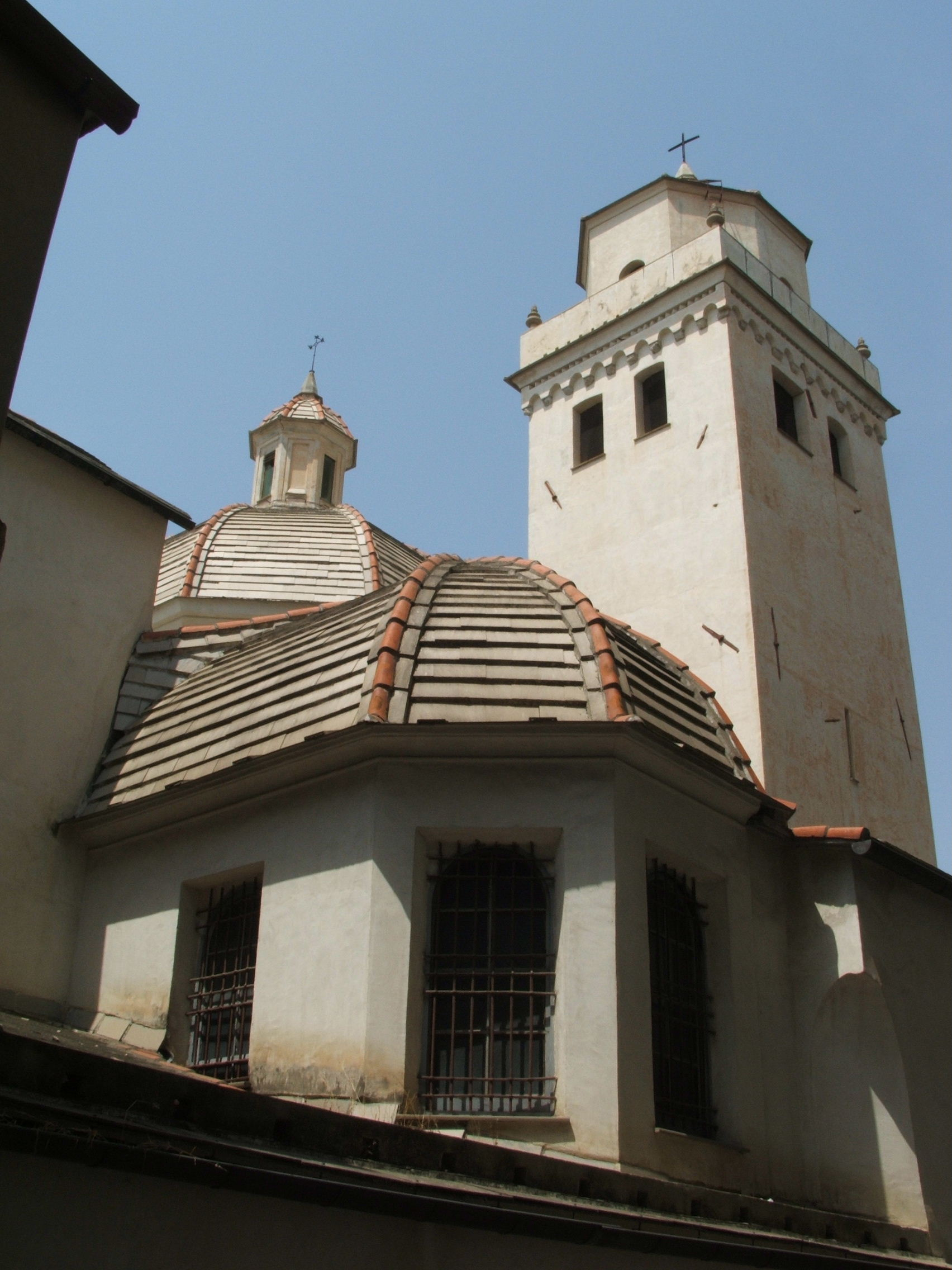
Santa Maria di Castello.

La feliz posición lograda en lo alto de la colina, con dominio de la costa y de zonas interiores, permitió el desarrollo, con el establecimiento de colonias, principalmente de etruscos, de los cuales sus habitantes autóctonos adquirieron costumbres y tecnologías. Gracias al redescubrimiento de los restos de la muralla que datan del siglo V antes de Cristo, se supone que la cinta amurallada se extendía desde la zona en torno al convento de Santa María di Castello, hasta la iglesia de San Silvestro, y fuese reconocible en el "óvalo" diseñado en la calle de Santa Cruz, Plaza San Silvestro y calle de Mascherona.
De particular relevancia bajo el aspecto arqueológico es la zona bajo Santa María in Passione, donde en los años 1990 se construyó el auditórium de la casa de Niccolo Paganini. La zona presenta una puntual y completa estratificación que parte de un muro de la época prerromana, constituido de algunas piedras dispuestas en árido al abrigo de un gran peñasco, un muro de la época romana, bizantina, longobarda, medieval y renacimiento. En la torre de los Embriaci se distingue parte del sitio que hospedó la fortaleza del castellaro, reutilizado y transformado a lo largo de los siglos.
Génova, ligada a la antigua Roma, está configurada como foedus aequum en la política internacional romana, viene destruida en el año 205 a. C. por el general Magone, hermano de Aníbal. El procónsul Spurio Lucrezio Tricipitino ordenó inmediatamente la reconstrucción. Parece pausible la teoría que distingue en aquella parte del centro histórico organizada por tres líneas ortogonales, la antigua Genua romana, con sus límites comprendidos entre la calle de los Giustiniaini, la calle Filippo Turati la cuesta Pollaiuoli y la collina del Castello.
Es fácil y seguro, que aunque esta nuova Genova, casi contrapuesta al antiguo oppidum, tuviese una cinta de murallas y defensas de fortificaciones que, comenzando cerca de la actual Porta Soprana, circundaban el cerro de Sarzano, en cuyo nombre se cree pueda provenir el Arx Iani (roca de Giano), bordeando la ensenadura natural del Portus Iani, con arena y ocupada en épocas sucesivas por los cuarteles de la Marina, demolido en los decenios siguientes. Otra apertura fue supuestamene usada para los presos de la plaza San Giorgio, en el límite del Mandracium (el Mandraccio ocupado hoy por la plaza Cavour) y en el trayecto sucesivo entre esta y la Porta Soprana y, además, en la puerta al mar en correspondencia supuestamente con el Portus Iani.

## El"siglo oscuro"

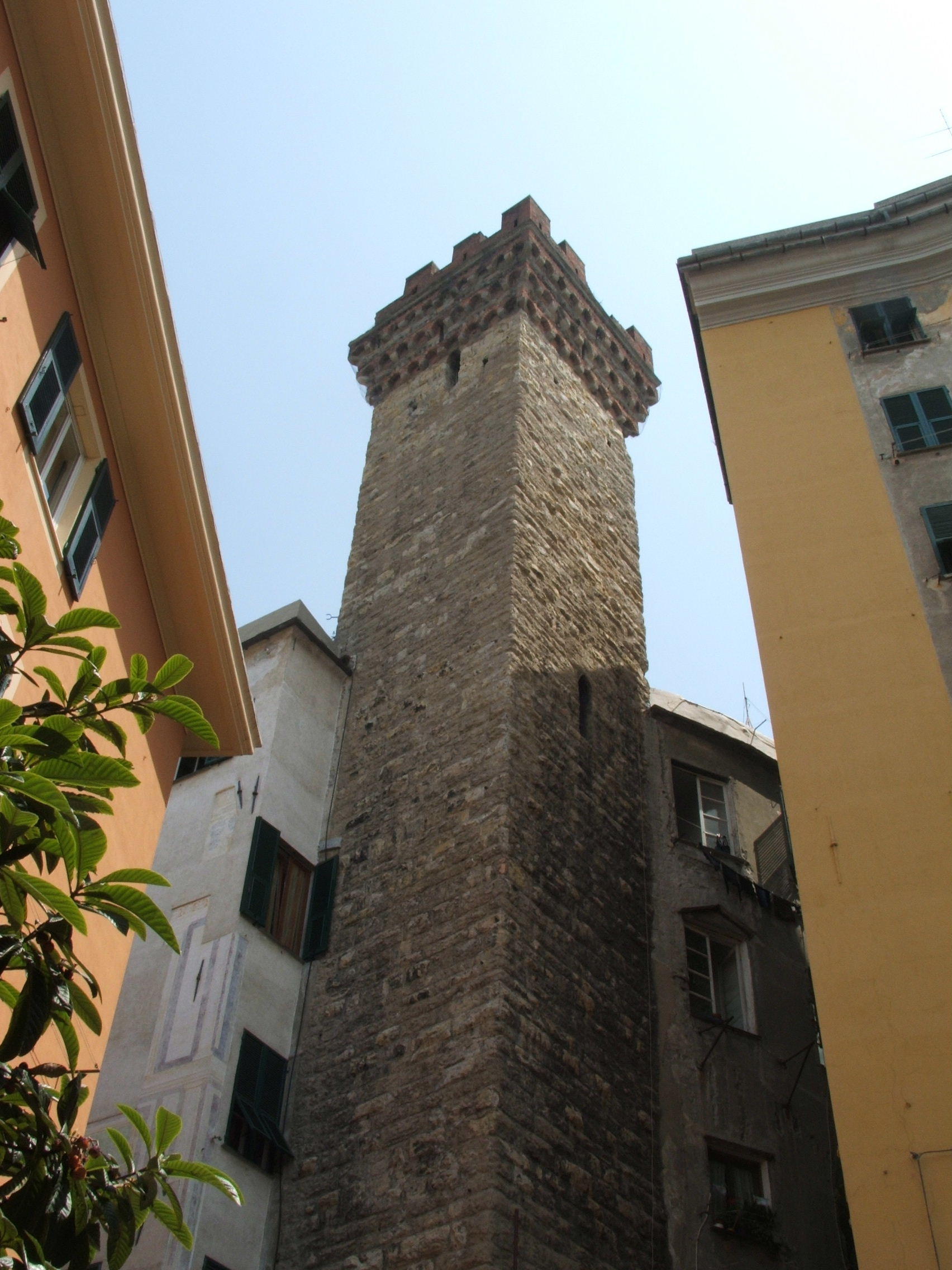
La Torre degli Embriaci, a Castello.

La existencia de una muralla defensiva en los siglos que van desde la caída del Imperio Romano al siglo IX-X no está todavía comprobada, aunque se supone que a luz de la importancia que el puesto tenía -sobre el plano puramente estratégico- en las diversas dominaciones del período.

### La cinta amurallada carolingia
Una nueva muralla debió construirse en la época carolingia: para datarla en este período, sucesivo al siglo X, hay una investigación de Ennio Poleggi.
Esta muralla, que definía la ciudad al término del primer milenio, excluía la zona del Borgo (la zona habitada en torno a la calle de la Maddalena y la prima catedral de Génova, la iglesia de San Siro o de los Doce Apóstoles).

#### Las puertas de la muralla en elsigloIX
Puerta de San Pedro: era la puerta principal para el Poniente. Ubicada a un costado de la iglesia de San Pedro in Banchi (orientada en forma distinta a hoy, reconstruida en el último período del Cinquecento).
Su estructura coincidía con la actual estructura que cierra la calle de San Pietro a
la altura de la plaza de las Cinque Lampadi. La iglesia de San Piedro es ahora de San Pietro della Porta.

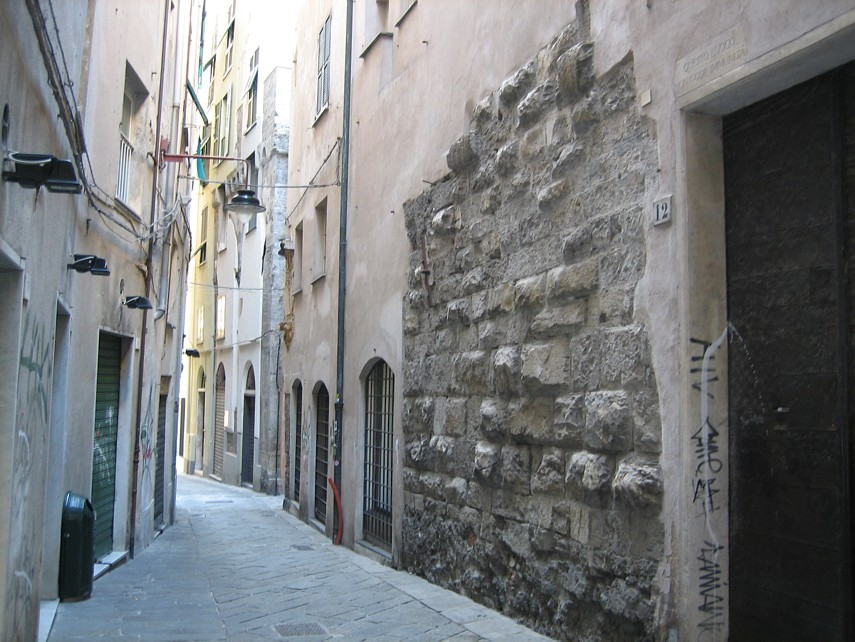
El trozo del muro superpuesto entre la puerta de Serravalle y de San Pietro en la calle Tommaso Reggio

Estaba después laPorta di Serravalle, puesta al lado de la Catedral de San Lorenzo, donde hoy se ubica el Archivo del Estado, la antigua "Puerta Superana" (hoy Porta Soprana), reconstruida entre los años 1154-64 con el muro del Barbarossa, que debe su nombre a la posición más alta sobre el cerro de San Andrés, donde surgía, y donde se encontraba el homónimo monasterio al cual se debe también el otro nombre con el cual la puerta era antiguamente conocida. Al final la "Puerta del Castillo" en la zona Sarzano-Santa Croce, entre la iglesia de la Santa Croce (formalmente en el siglo XII de la comunidad de Lucchesi presentes en Génova).

#### El poblado tras las murallas en elsigloIX

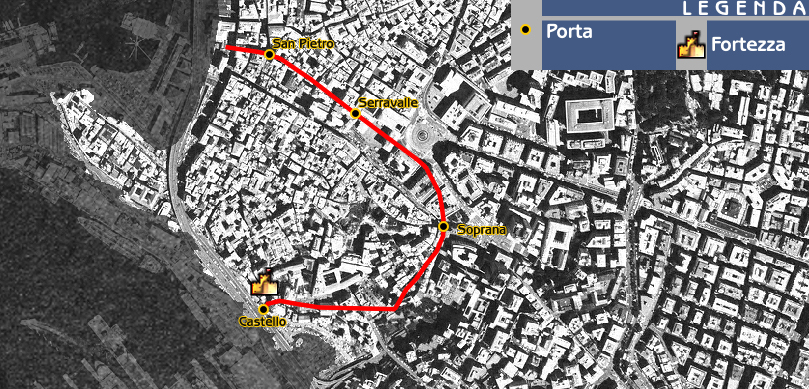
La cinta defensiva con las puertas y el Castello.

El poblado, encerrado entre la milla (romana) de muro y la línea de la costa, era cercana a las veintidós hectáreas. El trazado, partiendo de la riviera, al Sur del Palacio San Jorge, más o menos donde hoy termina la Estación Metropolitana homónima, trazaba una línea recta que llevaba hasta la puerta en la plaza Cinque Lampadi y la de Serravalle (donde hoy se encuentra en Archivo del Estado).